# Pallacanestro Varese 1974-1975
Nel Campionato 1974-75 la Pallacanestro Varese perde nella rosa dei giocatori il messicano Manuel Raga, trasferitosi nella vicina Lugano, per giocare nella Federale, Paolo Polzot, alla Rondine Brescia e Massimo Lucarelli alla Brill Cagliari. Lo straniero schierabile per le competizioni europee è lo statunitense Charlie Yelverton.
Questo è l'ultimo anno sponsorizzato dalla Ignis di Giovanni Borghi, mentre il figlio Guido Borghi continuerà a ricoprire il ruolo di presidente esecutivo.
Il Campionato subisce una profonda trasformazione; dall'assegnazione del titolo al termine del girone di ritorno, si passa alla creazione di due gruppi in conclusione delle partite regolamentari. Il primo, definito "Poule Scudetto", e il secondo, diviso in due gironi, per non retrocedere in A2. Vince la Forst Cantù, la Ignis è seconda. Dino Meneghin subisce un infortunio all'inizio del girone di ritorno, che lo allontanerà dai campi per la restante parte di campionato.
Nella Coppa Intercontinentale l'Ignis si classifica seconda, perdendo la finale di Città del Messico contro i Maryland Terrapins.
In Coppa Europa Varese vince la finale, disputata il 10 aprile 1975 ad Anversa, contro il Real Madrid.

## Rosa 1974/75
- Ivan Bisson
- Enzo Carraria
- Sergio Rizzi
- Bob Morse
- Dino Meneghin
- Aldo Ossola
- Charlie Yelverton
- Edoardo Rusconi
- Mauro Salvaneschi
- Marino Zanatta
- Allenatore:
  -  Sandro Gamba

## Statistiche
| COMPETIZIONE            | GIOCATE | VINTE | PERSE | F    | S    | PIAZZAMENTO |  |
| CAMPIONATO 1 e 2 fase   | 40      | 33    | 7     | 3666 | 3091 | 2           |  |
| TORNEI E AMICHEVOLI     | 24      | 23    | 1     | 2195 | 1756 | -           |  |
| COPPA INTERCONTINENTALE | 5       | 4     | 1     | 392  | 357  | 2           |  |
| COPPA EUROPA            | 13      | 13    | 0     | 1253 | 1019 | VINCITRICE  |  |

## Fonti
- "Pallacanestro Varese 50 anni con voi" di Augusto Ossola